# Clash of the Champions 28
|  | Sammenskrivningsforslag Artiklen Clash of the Champions 28 er foreslået føjet ind i Clash of the Champions. (Siden juni 2017) Diskutér forslaget |

 Der er for få eller ingen kildehenvisninger i denne artikel, hvilket er et problem. Du kan hjælpe ved at angive troværdige kilder til de påstande, som fremføres i artiklen.

Clash of the Champions 28 var den 28. udgave af WCW's tv-program Clash of the Champions. Den blev afholdt 28. august 1994 i Cedar Rapids, USA.

## Kampe
- Nasty Boys besejrede Pretty Wonderful
- WCW United States Heavyweight Title: Ricky Steamboat besejrede Steve Austin og vandt dermed titlen
- WCW World Tag Team Championship: Dusty og Dustin Rhodes besejrede Terry Funk og Bunkhouse Buck
- Inoki besejrede Lord Steven Regal
- WCW World Heavyweight Title: Ric Flair besejrede Hulk Hogan, da Hogan blev talt ud
  - I rematchen mellem de to legender, skulle Hulk Hogan for første gang forsvare WCW World Heavyweight Title. Midt i kampen blev Hulk Hogan dog angrebet af en maskeret mand. Hulk Hogan var ikke i stand til at komme tilbage i ringen og blev talt ud. Ric Flair fik sejren, men titlen var stadig Hogans.